# Brutus (Míchigan)
Brutus es un lugar designado por el censo ubicado en el condado de Emmet en el estado estadounidense de Míchigan. En el Censo de 2010 tenía una población de 218 habitantes y una densidad poblacional de 29,91 personas por km².

## Geografía
Brutus se encuentra ubicado en las coordenadas 45°29′40″N 84°46′54″O / 45.49444, -84.78167. Según la Oficina del Censo de los Estados Unidos, Brutus tiene una superficie total de 7.29 km², de la cual 7.28 km² corresponden a tierra firme y (0.07%) 0.01 km² es agua.

## Demografía
Según el censo de 2010, había 218 personas residiendo en Brutus. La densidad de población era de 29,91 hab./km². De los 218 habitantes, Brutus estaba compuesto por el 95.41% blancos, el 0% eran afroamericanos, el 2.29% eran amerindios, el 0.46% eran asiáticos, el 0% eran isleños del Pacífico, el 0% eran de otras razas y el 1.83% pertenecían a dos o más razas. Del total de la población el 0% eran hispanos o latinos de cualquier raza.